# With Love (пісня Гіларі Дафф)
«With Love» — другий сингл четвертого студійного альбому американської поп-співачки Гіларі Дафф — «Dignity». В США сингл вийшов 20 лютого 2007. Пісня написана Гіларі Дафф, Карою ДіоГуарді, Вадою Ноублс та Юліасом "Logic" Діасом; спродюсована Вадою Ноублс та Юліасом "Logic" Діасом. Пізніше пісня увійшла до збірника хітів Дафф «Best of Hilary Duff» (2008). Музичне відео зрежисоване Меттью Ролстоном; прем'єра відеокліпу відбулась 8 лютого 2007.
Відповідно до Дафф, пісня написана про життя із "скаженою роботою" і в котрому є кохання, яке тримає "тебе при здоровому глузді". Музично пісня містить елементи гітари денс-року та, у порівнянні із попередніми роботами Дафф, має більш професійний вокал. Сингл досяг 24 місця чарту Billboard Hot 100 та першого місця чарту Dance Club Songs.

## Створення пісні
Композиція «With Love» є піснею помірно швидкого темпу у 122 ударів на хвилину. Має музичний розмір у 4/4 із ключем у До-дієз мінор.

## Рецензії
Пісня «With Love» отримала позитивну оцінку від Чака Тейлора із журналу Billboard, який написав, що пісня "слугує для перевинаходження співачки в образі бугі-діви. Це сміливий підхід, і є тим, що відокремлює Хіл від багатьох інших ритмічних дій, що гомогенізують поп-ефіри". Композицію також позитивно сприйняв Білл Лемб із About.com, який сказав, що "із 'With Love' ... стиль та елегантність поєднуються із нездоланним гачком, який зроблений для того, аби поп-радіостанціям було дуже важко проігнорувати цей трек". Лемб додав, що сингл "спокійно проб'є стіни поп-радіостанцій", а Дафф "звучить як учениця Кайлі Міноуг". Сайт About.com поставив пісню на 67 позицію у своєму списку 100 пісень 2007 року. Британська телевізійна програма Newsround назвала пісню тим, що би "Кайлі та Мадонна хотіли б мати в своєму наступному альбомі", і передбачила, що пісня увійде в топ-20 британського чарту. Келефа Санне із The New York Times описав пісню, як "ущипливий денс-трек". Сайт TeenHollywood.com сказав, що у пісні є присмак Гвен Стефані.

## Кліп
Музичне відео зрежисоване Меттью Ролстоном. Відеокліп також слугує рекламою для парфумів Дафф With Love… Hilary Duff. Зйомки проводились у ратуші Сан-Франциско. В листопаді 2006 на американському телебаченні були представлені три версії реклами відеокліпу (15, 30 і 60 секунд). Прем'єра відеокліпу відбулась 8 лютого 2007 в програмі каналу MTV Total Request Live. Наступного дня відео дебютувало на 8 місце чарту Total Request Live. В Канаді музичне відео досягло 1 місця чарту каналу MuchMusic Top 30 Countdown, що стало першим прецедентом для Дафф. В 2007 на церемонії нагородження 2007 MuchMusic Video Awards відеокліп виграв у категорії People's Choice: Favourite International Artist. Альтернативна версія музичного відео була трансльована на каналі Disney Channel. У Латинській Америці відео до пісні «With Love» досягло першого місця чарту Los 10 mas pedidos.
Відеокліп показує Дафф, яка під голосні оплески йде за куліси, де на неї надягають пальто, капелюшок і сумку. Виходячи з будинку, Дафф помічає таємничого чоловіка (роль виконує американський актор та модель Келлан Латц). Вона йде до готелю, а незнайомець слідує за нею. Рекламуючи парфум, Дафф обприскує шию «With Love… Hilary Duff». На декілька секунд вона ховається за колонами, змінюючи пальто і надягаючи чорну перуку; опісля вона прямує до охоронця і дарує йому капелюшок. У сцені на сходах Дафф піднімається на декілька поверхів і кидає своє пальто на перший поверх. Також вона зриває із себе кремову сукню і залишається в облягаючій короткій чорній. Її переслідувач заходить до готелю, знаходить пальто Дафф, яке вона обприскала парфумами, і по його запаху прямує до ліфту. Там він застає Дафф, знімає з неї перуку, і починається сцена поцілунків і обіймів. Наприкінці несподівано канати ліфту обриваються, а на екрані виникає напис «далі буде…».

## Список пісень
Максі CD-сингл для Австралії
1. "With Love" — 3:03
2. "With Love" (Richard Vission Remix) — 6:08
3. "Play with Fire" (Richard Vission Remix) [Radio Edit] — 3:10

CD-сингл для Британії
1. "With Love" — 3:07
2. "Play with Fire" — 3:02

Максі CD-сингл для Британії / Максі CD-сингл для Німеччини
1. "With Love" — 3:07
2. "With Love" (Houzecrushers Mix) — 2:51
3. "Play with Fire" (Vada Mix) — 3:16

Промо-CD-сингл для Британії із реміксами
1. "With Love" (Houzecrusherz Remix) — 7:40
2. "With Love" (Bimbo Jones Remix) — 6:42
3. "With Love" (Richard Vission Mix) — 6:08
4. "With Love" (Houzecrusherz Dub) — 6:23
5. "With Love" (Houzecrusherz Radio Edit) — 2:54
6. "With Love" (Bimbo Jones Radio Edit) — 2:53
7. "With Love" (Original) — 3:06

Промо-CD-сингл для США із реміксами
1. "With Love" (Richard Vission vs. Dave Audé) [Edit] — 3:58
2. "With Love" (Richard Vission vs. Dave Audé) [Mixshow] — 5:40
3. "With Love" (Richard Vission vs. Dave Audé) [Club Mix] — 7:32
4. "With Love" (Richard Vission vs. Dave Audé) [Instrumental] — 7:18
5. "With Love" (Richard Vission Remix) — 6:08
6. "With Love" (Richard Vission Remix) [Radio Edit] — 4:31
7. "With Love" (Big Woody) [Club] — 6:54
8. "With Love" (A. Castillo) [Club Mix] — 7:52
9. "With Love" (A. Castillo) [Club Mix Instrumental] — 7:52
10. "With Love" (Big Woody) [Radio] — 3:45
11. "With Love" (A. Castillo) [Radio Edit] — 4:08
12. "With Love" (A. Castillo) [Radio Instrumental] — 4:08
13. "With Love" (Bermudez & Preve Scent Of Seduction) [Radio Edit] — 3:09
14. "With Love" (Bermudez & Preve Scent Of Seduction) [Mix Show] — 4:39

Цифрове завантаження
1. "With Love" — 3:02

Цифрове завантаження (клубний ремікс Boosta)
1. "With Love" (Boosta Club Remix) — 6:35

Цифрове завантаження (ремікс Річарда Віссіона)
1. "With Love" (Richard Vission Remix) — 6:08

## Ремікси
Ремікси для пісні «With Love» створювали такі продюсери денс-музики, як Річард Віссіон, Дейв Од, Джої Бермудез і Френсіс Преве, Джош Харріс (під псевдонімом "Big Woodie") та Бімбо Джонс. В The New York писалося про інший ремікс композиції, створений Кастілло. 27 березня 2007 вийшов хіп-хоп-ремікс від Play-N-Skillz, який включає реп репера Slim Thug. Ремікс випустили в США у якості промо-сингл на місцевих радіостанціях.

## Нагороди і номінації

### MuchMusic Video Awards
| Рік  | Номіновано  | Нагорода                                       | Результат |
| ---- | ----------- | ---------------------------------------------- | --------- |
| 2007 | "With Love" | Best International Video                       | Номінація |
| 2007 | "With Love" | People's Choice Favourite International Artist | Перемога  |

### Radio Disney Music Awards
| Рік  | Номіновано  | Нагорода                   | Результат |
| ---- | ----------- | -------------------------- | --------- |
| 2007 | "With Love" | Best Song                  | Перемога  |
| 2007 | "With Love" | Best Song to Dance         | Номінація |
| 2007 | "With Love" | Best Song to Sing to an Ex | Номінація |

### Teen Choice Awards
| Рік  | Номіновано  | Нагорода         | Результат |
| ---- | ----------- | ---------------- | --------- |
| 2007 | "With Love" | Choice Love Song | Перемога  |

## Чарти
Перший запуск пісні «With Love» в радіоефіри відбувся 25 січня 2007 на радіостанції Лос-Анджелеса KIIS-FM. В середині лютого пісня стала найчастіше трансльованою піснею по радіо в топі-40 радіостанцій на території США; це стала найвищою позицією для Дафф з часів випуску її синглу «Come Clean» (2004). У вигляді цифрового завантаження пісня вийшла 13 березня в США. Вона дебютувала на 42 місце чарту Billboard Hot 100 пізнього березня з продажами у 32,500 копій за тиждень. В середині квітня сингл досяг 24 місця із своїми найвищими тижневими продажами у 57,500 копій. Пісня залишалася на чарті протягом наступних 9 тижнів.
Сингл став першою піснею для Дафф, яка досягла першого місця чарту Hot Dance Club Play і першою, яка змогла увійти у топ-10 чарту Pop 100. Наприкінці року сингл посів 27 місця чарту Hot Dance Club Play Tracks. У Британії за тиждень до офіційного CD-релізу сингл дебютував на 60 місце чарту UK Singles Chart. Наступного тижня композиція досягла свого піку на чарті, посідаючи 29 позицію. Пісня «With Love» стала найнеуспішнішою піснею Дафф на британських чартах. В Австралії сингл також досяг більш низьких позиції за попередні сингли Дафф, досягаючи 22 місця.
| Чарт (2007)                                    | Місце |
| ---------------------------------------------- | ----- |
| Australian Singles Chart                       | 22    |
| Bulgaria Top 40                                | 12    |
| Brazilian Hot 100                              | 36    |
| Brazilian Top 40 Dance                         | 2     |
| Venezuela Top 40 (Monitor Latino)              | 12    |
| Vietnam Hot 10 @ 10                            | 1     |
| Canada (Canadian Hot 100)                      | 16    |
| Canada AC (Billboard)                          | 33    |
| Canada CHR/Top 40 (Billboard)                  | 19    |
| European Hot 100 Singles                       | 46    |
| Germany German Singles Chart                   | 91    |
| Irish Singles Chart                            | 26    |
| Italian Singles Chart                          | 8     |
| Latin America Top 40                           | 38    |
| Netherlands Single Top 100                     | 91    |
| New Zealand Recorded Music NZ                  | 27    |
| Malaysia Top 20 (RIM)                          | 2     |
| Mexico Top 100 Singles (Monitor Latino)        | 60    |
| Spanish Singles Chart                          | 6     |
| Romania Top 100                                | 67    |
| Singapore Top 20                               | 4     |
| Polish Top 50                                  | 16    |
| Portugal Top 50 (AFP)                          | 29    |
| UK Singles (Official Charts Company)           | 29    |
| UK R&B Singles Chart (Official Charts Company) | 3     |
| US Billboard Hot 100                           | 24    |
| US Dance Club Songs (Billboard)                | 1     |
| US Mainstream Top 40 (Billboard)               | 25    |
| US Pop 100 (Billboard)                         | 17    |
| Czech Republic (Rádio Top 100)                 | 23    |
| Chili Top 40                                   | 5     |

## Продажі
Станом на 27 липня 2014 на території США було продано 550,000 копій синглу.
| Країна     | Сертифікація (таблиця продажів та сертифікатів) | Продажі  |
| ---------- | ----------------------------------------------- | -------- |
| США (RIAA) | Золото                                          | +550,000 |

## Історія релізів
| Країна          | Дата            | Формат                                         | Лейбл     | Висноски |
| --------------- | --------------- | ---------------------------------------------- | --------- | -------- |
| США             | 20 лютого 2007  | Mainstream radio                               | Hollywood | [ 33 ]   |
| США             | 13 березня 2007 | Цифрове завантаження                           | Hollywood | [ 34 ]   |
| Австралія       | 17 березня 2007 | CD-сингл                                       | EMI       | [ 35 ]   |
| Велика Британія | 19 березня 2007 | CD-сингл                                       | EMI       | [ 36 ]   |
| Німеччина       | 23 березня 2007 | CD-сингл                                       | EMI       | [ 37 ]   |
| Італія          | 16 квітня 2007  | Цифрове завантаження (клубний ремікс Boosta)   | EMI       | [ 38 ]   |
| США             | 15 травня 2007  | Цифрове завантаження (ремікс Річарда Віссіона) | Hollywood | [ 39 ]   |